# Calle Fuhr
Calle Fuhr (geboren 1994 in Düsseldorf) ist ein deutscher Theaterregisseur und -autor. Er widmet sich insbesondere dem Recherche- oder Investigativtheater, der Verbindung von investigativem Journalismus und Bühnenstück.

## Leben und Werk
Calle Fuhr wuchs mit seinen Geschwistern in Düsseldorf auf. Bereits als Schüler des Görres-Gymnasiums fiel er mit seiner Theaterbegeisterung dem Regisseur Dušan David Pařízek auf, der ihm empfahl, sich auf eine Vakanz am Düsseldorfer Schauspielhaus zu bewerben. Fuhr erhielt die Stelle und sammelte nach dem Abitur Erfahrungen als Regieassistent am Schauspielhaus in Düsseldorf, im Studio der Helden in Prag und am Volkstheater in Wien. Am Volkstheater gab ihm Anna Badora die Chance auf eigene kleinere Inszenierungen, und mit 22 Jahren brachte er Heiner Müllers Philoktet auf die Studiobühne des Theaters. Die Rolle des jungen Kriegers besetzte er mit Stefanie Reinsperger.
2017 ging er nach Berlin und war freischaffend als Regisseur und Autor tätig. In diese Zeit fiel beispielsweise sein Stück In die Sterne, das 2018 unter seiner Regie am Deutschen Theater Berlin uraufgeführt wurde und das der Westdeutsche Rundfunk 2020 als Hörspiel (Regie: Petra Feldhoff) sendete.
2020 wollte er die Theaterarbeit aufgeben und arbeitete als Koch im Restaurant eines Freundes in Düsseldorf. „Ich […] hatte keine Lust mehr, ich wollte eine feste Bleibe haben, sozial leben“, erklärte er seine Entscheidung. Es sei ihm „einfach zu krass“ gewesen, sich „dem freien Markt auszuliefern, immer in einer anderen Stadt zu sein“. Als Kay Voges mit ihm Kontakt aufnahm, um ihn fest an das Volkstheater in Wien zu holen, wurde er 2020 „Künstlerischer Produktionsleiter Volkstheater in den Bezirken“ des Theaters. Zu seinen Volkstheater-Produktionen, die durch die Wiener Bezirke tourten, gehörte 2022 Musketiere nach dem Roman von Alexandre Dumas. Mit seinem Werk über Solidarität habe Fuhr das Vorstadttheater „cool gemacht“, befand die Rezensentin des Online-Magazins Bühne und lobte  es als „witziges, tiefgründiges kleines Meisterwerk“. Er arbeitete für die Tiroler Volksschauspiele, das Theater Basel und das  Luxemburger Kasemattentheater.
Zur Verknüpfung von Journalismus und Theater kam Fuhr durch Kay Voges, der schon in Dortmund mit dem gemeinnützigen Medienunternehmen Correctiv zusammengearbeitet hatte und wissen wollte, ob es eine solche Rechercheplattform auch in Österreich gebe. In der ersten Volkstheater-Produktion in Zusammenarbeit mit Dossier, Heldenplätze mit Gerti Drassl, 
arbeitete Fuhr ältere Dossier-Recherchen zum Leben von Toni Sailer neu auf. Heldenplätze hatte im Sommer 2021 eine Voraufführung beim Theaterfestival Hin & Weg
in Litschau, als Fuhr dort Artist in Residence war, und wurde im Herbst 2021 in den Volkstheater-Spielplan aufgenommen.
Im September 2023 hatte sein Recherchestück Das Kraftwerk (in Kooperation mit Correctiv, Regie: Aram Tafreshian) am Staatstheater Cottbus Premiere. Es wurde mit einer Einladung zum Festival „Radikal jung“ 2024 am Münchner Volkstheater ausgezeichnet.
In Zusammenarbeit mit Dossier entstand Aufstieg und Fall des Herrn René Benko. Das Stück, bei dem Fuhr auch Regie führte, wurde am 16. März 2024 im Wiener Volkstheater uraufgeführt. taz-Autor Uwe Mattheis konstatierte, an dem Abend im ausverkauften Volkstheater sei viel mitgeschrieben worden, „weniger von Notizblockkritiker:innen, […] eher von juristischem Personal“. In Nachtkritik.de nannte es Reinhard Kriechbaum einen anderthalbstündigen „Super-Lehrgang in Trickwirtschaft“. Mit der Solo-Performance gastierte Fuhr im Juli 2024 beim Berliner Ensemble.
Unter dem Titel Alphabet. 26 Theater-Miniaturen für eine sich erwärmende Welt brachte er 2024 im Luxemburger Kasemattentheater in 26 Szenen das Thema Klimawandel als Recherchestück auf die Bühne, angelehnt an einen zwei Jahre zuvor von Elizabeth Kolbert im  Magazin The New Yorker veröffentlichten Artikel. Das satirische Stück überzeuge weitgehend, komme gelegentlich aber zu belehrend daher, urteilte das Luxemburger Wort.
Fuhr gilt als einer der profiliertesten Vertreter des Recherche- oder Investigativtheaters.
2019 und 2020 hatte er Lehraufträge an der Hochschule für Schauspielkunst Ernst Busch in Berlin, 2022 lehrte er an der Otto Falckenberg Schule in München.